# Inca (Baleares)
Inca es una ciudad y municipio español situado en la parte centro-norte de Mallorca, en la comunidad autónoma de las Islas Baleares. Limita con los municipios de Selva, Búger, La Puebla, Llubí, Sinéu, Costich, Sancellas, Binisalem y Lloseta. Cuenta con una población de 35 654 habitantes (INE 2024).
El municipio es una de las trece entidades que componen la comarca tradicional del Raiguer, y comprende el núcleo de población de Inca —capital municipal, comarcal, y sede de partido judicial— y los diseminados de Son Bordils, Son Perelló y Son Vivot.
La isla en un importante centro de desarrollo económico. Las principales actividades como la agricultura, construcción, el comercio y la industria manufacturera generan 580 millones de euros. En la industria del calzado, textil y la marroquineria destacan algunas empresas que comercializan sus productos a nivel nacional e internacional como Camper, Barrats, Lottusse, Carmina, George’s, Farrutx y Munper, entre otras.
El mercado semanal del jueves goza de popularidad, y una vez al año se celebra el denominado Dijous Bo (Jueves Bueno), un mercado que atrae personas de toda la isla y en el que diversas empresas aprovechan para exponer sus productos. A este le precede el denominado Dimecres Bo (Miércoles Bueno), durante el cual se realizan diversas actividades como conciertos u otros eventos de carácter festivo.

## Toponimia
El topónimo «Inca» es de origen prerromano y se desconoce su significado. Algunos autores creen que podría derivar de qariat inqar, sintagma oscuro de procedencia prerromana.

## Geografía

Extensión del municipio en la isla de Mallorca

### Clima
| Parámetros climáticos promedio de Inca | Parámetros climáticos promedio de Inca | Parámetros climáticos promedio de Inca | Parámetros climáticos promedio de Inca | Parámetros climáticos promedio de Inca | Parámetros climáticos promedio de Inca | Parámetros climáticos promedio de Inca | Parámetros climáticos promedio de Inca | Parámetros climáticos promedio de Inca | Parámetros climáticos promedio de Inca | Parámetros climáticos promedio de Inca | Parámetros climáticos promedio de Inca | Parámetros climáticos promedio de Inca | Parámetros climáticos promedio de Inca |
| Mes | Ene.                                   | Feb.                                   | Mar.                                   | Abr.                                   | May.                                   | Jun.                                   | Jul.                                   | Ago.                                   | Sep.                                   | Oct.                                   | Nov.                                   | Dic.                                   | Anual                                  |
| --- | -------------------------------------- | -------------------------------------- | -------------------------------------- | -------------------------------------- | -------------------------------------- | -------------------------------------- | -------------------------------------- | -------------------------------------- | -------------------------------------- | -------------------------------------- | -------------------------------------- | -------------------------------------- | -------------------------------------- |
| Temp. media (°C) | 10.50                                  | 10.80                                  | 12.50                                  | 14.80                                  | 18.80                                  | 23.00                                  | 26.60                                  | 26.50                                  | 23.50                                  | 19.00                                  | 14.50                                  | 11.50                                  | 17.7                                   |
| Precipitación total (mm) | 58.20                                  | 45.30                                  | 51.20                                  | 61.70                                  | 44.90                                  | 23.80                                  | 6.70                                   | 32.30                                  | 63.10                                  | 85.70                                  | 77.20                                  | 67.30                                  | 617.4                                  |
| Fuente: Ministerio de Agricultura y Pesca, Alimentación y Medio Ambiente. Datos de precipitación (1961-1990) y de temperatura (1962-1996) |                                        |                                        |                                        |                                        |                                        |                                        |                                        |                                        |                                        |                                        |                                        |                                        |                                        |

### Geomorfología
Geográficamente, Inca se encuentra en una cubeta. Según un estudio realizado por Antonio Benedicto, de la Facultad de Geología de Barcelona, esta cubeta —conocida como Cubeta de Inca— constituye un semigraben; se trataba de un zócalo cuya separación comenzó en el período Serravalliense y se prolongó hasta el periodo Cuaternario. La cubeta quedó formada durante el período Serravaliense gracias a la actuación de la falla de Sancellas, dando la actual forma de la comarca de Inca, y su relleno sedimentario alcanza 1500 metros de potencia.

### Hidrología
Inca recibe en la parte alta de la Cuenca una media de 800 mm y en la parte baja una media de 600 mm.

#### Torrentes
Inca tiene un torrente principal denominado Torrent de Can Tabou. Es una subcuenca hidográfica de la cuenca Torrent de Muro, la más grande de la isla de Mallorca, con una extensión de 456 kilómetros cuadrados de los cuales 32 kilómetros pertenecen a la subcuenca Can Tabou.

## Historia
Según el investigador Gabriel Pieras Salom (archivero y Cronista Oficial de Inca), la historia de Inca se podría dividir en Prehistoria - Prerromana, Romana, Islámica, Conquista, Medievo - Moderna y Contemporánea.

### Edad Antigua
Prehistoria - Prerromana
Aunque estos dos periodos son muy distintos, debido a la particular ubicación y orografía de Inca, tanto el investigador Pieras Salom y el catedrático Rossello Bordoy apuntan que prácticamente no hubo diferenciación entre estos dos períodos, cosa que en el resto de la isla de Mallorca si se dio. Es un periodo que comprende entre el año 2000 a. C. hasta el 123 a. C. con la conquista de Mallorca por parte de la República romana. En este período destaca la Cultura Talayótica. Se sabe que en la comarca de Inca hubo bastantes asentamientos de esta cultura; el investigador y arqueólogo Josep Mascaró Passarius en su obra Monumentos Prehistóricos del término de Inca, enumera hasta 17 poblados talayóticos de los cuales en la actualidad quedan solo restos y otros han desaparecido. Se destacan dos, el Talayot de Son Sastre y el Talayot del Puig d´Inca.
Romana
A igual que el período prehistórico, no hay muchas referencias bibliográficas de esta época. Se conoce que hubo un pequeño núcleo romano en la actual ciudad; el cronista Josep Barberi menciona que se encontraron muchos restos en el campo conocido como Villars en la actual Finca So´n Vich y una lápida en el conocido como Camp de L´Oca (actual plaza Font Vella) con la inscripción SVLPICIA.GALIENI.VIXIT.ANNIS XXV.ME(n)SIBUS VI.(a)VE. (Sulpícia, hija (/ mujer?) de Galien que vivió veinticinco años y cinco meses. Salud). El historiador Jordi Amengual Quetglas apunta de la posibilidad de que fuera una Necrópolis ya que coincide con la posible salida de la ciudad, ubicación común en el urbanismo romano. El historiador también hace mención de que se trataba de un Cippus, una columna funeraria.

### Edades Media / Moderna
Islámica
Periodo comprendido desde 902 hasta 1229 con la conquista de Mallorca. La isla estaba dividida en diez distritos, uno de ellos era el de Inca (Inkan o Juz d'Inkan) formados por Inca, La Puebla, Campanet, Selva y Mancor. Inca se trataba de la mayor alquería de la parte foránea de Mallorca (tenía un total de 78 en toda la isla), que constaba de una mezquita, mercado, quince molinos de agua, grandes campos de cultivo y un gran movimiento comercial (presencia de judíos en la ciudad), tal como lo describe Jaime I en su Llibre de fets. Es considerada como la época de mayor esplendor de toda su historia.
Conquista de Mallorca
Llevada a cabo por Jaime I entre 1229 y 1231, aprovechó el distrito Islámico y lo convirtió en la parroquia de Santa María de Inca tal como se recoge en una Bula del Papa Inocencio IV para posteriormente definirla como Villa de Inca. Una vez conquistada, se reparte entre nobles catalanes, templarios, hospitalarios y algunos judíos que apoyaron la conquista. En un documental titulado el rostre ocult (el rostro oculto) emitido por IB3 en catalán, la mayoría de los expertos consideran que se trató de un genocidio.
Posterior a la Conquista, durante el tiempo comprendido entre los siglos XII y XIX aumenta la ciudad, se crean gremios (destacaban el de Tejidos de Lino y Zapatos), se empiezan a edificar, reformar edificios e infraestructuras, los de la Iglesia de Santa María la Mayor en 1256, el Claustro de San Francisco en 1325, la ermita de Santa Magdalena, el Monasterio de Sant Bartomeu en 1530, el Claustro de Santo Domingo en 1604. Se puede destacar diferentes hechos como el asalto al barrio judío con prácticamente la destrucción total en 1391, los enfrentamientos con la capital (Palma) por motivos económicos (impuestos elevados) en 1450 y la peste de 1652 que arrasó con el 70% de los pobladores.

### Edad Contemporánea
Siglo XIX
El siglo XIX fue un siglo que pese a los principales movimientos como la guerra de la Independencia de 1808, la supresión de la Inquisición en 1813, el período absolutista de Fernando VII y la revolución de 1868 fue beneficioso para la ciudad. Los cultivos de viña y olivos pasan a ser de almendros y árboles frutales, aumentan los campos de regadío y los gremios de herreros, textiles y sobre todo zapateros están en auge. Concretamente el gremio del zapato crece y se dedica a exportar a la península. La población crece, pasa de 3038 habitantes en 1808 a 7579 habitantes en 1878. En 1862 se comienzan a rotular las calles y enumerar las casas. En 1875 llega el ferrocarril a Inca, uniendo directamente Inca con la ciudad de Palma de Mallorca, eso originó mayor fluidez en el transporte tanto de personas como de mercancías y con ello aumenta la inversión, el comercio y la población. Como ejemplo de ello fue la visita de Alfonso XII en 1877. En 1883 se empieza a editar prensa escrita propia de la ciudad de las que se pueden destacar Revista de Inca, La Villa de Inca, Es ca d´Inca, El Heraldo de Inca. Se puede destacar que tanto a finales del siglo XIX como a mediados del siglo XX existen dos corrientes políticas principales que regían en toda la isla y que se alternaban en el gobierno, los liberales y los conservadores. Ambos fueron encabezados por Antonio Maura y el empresario Juan March. Precisamente el empresario Juan March acudía mucho a Inca ya que tenía amigos e intereses económicos por el auge que Inca tenía comercial y socialmente, lo que favorecía que en Inca se decantasen por el lado conservador.
Siglo XX
El siglo XX comenzó con el reconocimiento en 1900 con el título de Ciudad por la reina regente María Cristina:

Queriendo dar una prueba de Mi Real aprecio a la Villa de Inca de la provincia de Baleares por el aumento de población, creciente desarrollo de su agricultura, industria y comercio y constante adhesión a la monarquía, en nombre de mi Augusto Hijo Don Alfonso XIII y como Regente del Reino, vengo a concederle el título de Ciudad. Dado en Palacio a 13 de marzo de 1900. Yo la Reina Regente.

Inca sigue creciendo económicamente gracias a la exportación de zapato por la I guerra Mundial, aunque le beneficia económicamente sufre también la carencia de alimentos por la guerra. En 1923 recibe la visita de Alfonso XIII junto a Primo de Rivera. La exportación continúa durante la Guerra Civil y sufrirá un pequeño retroceso con la II Guerra Mundial. Durante la Guerra Civil, Inca no se vio gravemente afectada salvo dos lanzamientos de bombas en la Plaza Font Vella por parte del bando Republicano y el fusilamiento del alcalde de Inca, Antoni Mateu en Palma. Durante la dictadura el gremio zapatero continuó creciendo ya que se veía favorecido por los gobernadores franquistas conocedores del éxito del gremio, sin embargo los gremios de herreros y textiles fueron desapareciendo en favor del zapatero. A partir de 1980 comenzó la caída del sector del zapato y la piel, con la crisis de petróleo de 1979 que encareció las materias primas, la entrada de China que empezaba a convertirse en la gran productora a nivel mundial, la regulación de la economía sumergida en la década de los noventa, junto con la llegada del sector turismo provoca que Inca pase de cerca dos mil empresas relacionados con el sector zapatero a apenas una decena. Actualmente quedan las empresas Camper, Lottusse, Carmina, Yanko, Heymo, George´s, Munper, Barrats, Farrutx y Heitorn.

## Demografía
Inca cuenta con una población de 35 654 habitantes (INE 2024).
| Gráfica de evolución demográfica de Inca entre 1842 y 2021                                                          |
| |
| Población de derecho según los censos de población del INE Población de hecho según los censos de población del INE |

En 1991 el 77,89 % de la población era mallorquina, el 20,49 % procedía de otras provincias españolas y tan solo el 1,62 % era extranjera aunque en el censo de 2001 el porcentaje de extranjeros alcanzaba ya el 7,11 %, en su mayoría originarios de Marruecos, Brasil y Ecuador.
La tasa de analfabetismo entre los mayores de 16 años era en 2001 del 4,98 % y la de escolaridad del 83,78 %. La mayoría de la población, el 85,82 %, tenía estudios, el 7,78 % de tercer ciclo.
Los idiomas oficiales son el castellano y el catalán, hablado en el dialecto mallorquín.

### Transporte

#### Carreteras
Históricamente, Inca ha sido un lugar de paso en los itinerarios entre Palma y el norte de la isla además de un relevante cruce de caminos para la comarca del Raiguer. En adición, también es una de las puertas a la Sierra de Tramontana, comunicando Lluc y Escorca con el centro de la isla. Estas circunstancias se ven reflejadas en la actual red de carreteras del municipio.
Inca está servida por una de las principales autopistas de la isla, la Ma-13, que le da acceso a la mencionada ruta entre la capital y el norte, y también es travesía de la antigua carretera que la autopista sustituyó, la Ma-13A; y por otro lado, está conectada con las localidades de los alrededores por una serie de carreteras convencionales de titularidad insular que parten radialmente de la ciudad:
| Identificador | Denominación                    | Itinerario                               | Red                         | Longitud (km) |
| ------------- | ------------------------------- | ---------------------------------------- | --------------------------- | ------------- |
| Ma-13         | Eje central o Autopista de Inca | Ma-20 - Inca - Alcudia                   | Red primaria básica         | 52 km         |
| Ma-13A        | Antigua carretera de Inca       | Palma - Inca - Ma-13                     | Red primaria complementaria | 45 km         |
| Ma-2110       | Carretera de Alaró              | Inca - Lloseta - Alaró                   | Red secundaria              | 11 km         |
| Ma-2112       | Carretera de Mancor del Valle   | Inca - Mancor del Valle                  | Red secundaria              | 4,5 km        |
| Ma-2130       | Carretera de Lluch              | Inca - Selva - Caimari - Escorca - Lluch | Red secundaria              | 16,5 km       |
| Ma-3120       | Carretera de Sancellas          | Inca - Sancellas                         | Red secundaria              | 8,8 km        |
| Ma-3240       | Carretera de Sinéu              | Inca - Sinéu                             | Red secundaria              | 13,4 km       |
| Ma-3440       | Carretera de Santa Margarita    | Inca - Llubí - Santa Margarita           | Red secundaria              | 18,8 km       |

#### Ferrocarril

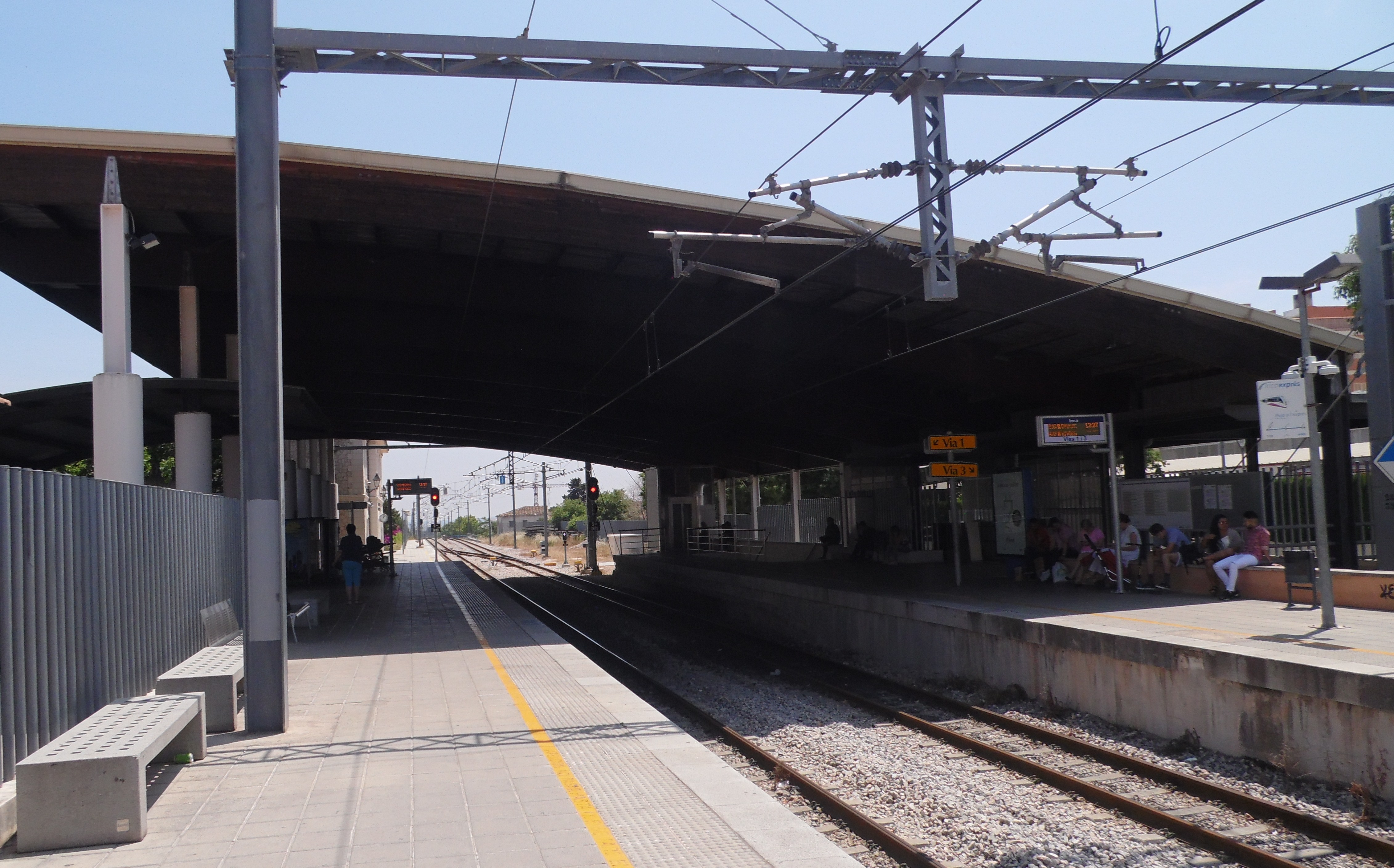
Estación de tren

La compañía pública de ferrocarril Servicios Ferroviarios de Mallorca opera en casi todas las líneas de tren y metro mallorquinas. La estación de ferrocarril más importante de Mallorca es la Estación Intermodal-Plaza de España (conocida como Ses Estacions), y posteriormente vienen las estaciones de Inca y la de Manacor. Las líneas son:                                                                                                           
| línea | recorrido                       | km |
| ----- | ------------------------------- | -- |
|       | Palma - Inca                    | 28 |
|       | Palma - Son Bordils - La Puebla | 46 |
|       | Palma - Inca - Manacor          | 64 |

#### Autobuses
Existe una red de autobuses interurbanos con inicio, final o paso por Inca gestionada por el Consorcio de Transportes de Mallorca (TIB) dependiente del Gobierno Balear. Las líneas Interurbanas son:
|                    |                  |       |                  |
| Origen             | Parada           | Línea | Destino          |
| Puerto de Pollensa | Inca (Levante)   | 301   | Pollensa         |
| Palma              | Inca (Levante)   | 302   | Playa de Muro    |
| Inca               | Estación de Inca | 304   | Sancellas        |
| Inca               | Estación de Inca | 311   | Mancor del Valle |
| Lluc               | Estación de Inca | 312   | Muro             |
| Inca               | Estación de Inca | 314   | Búger - Campanet |
| Inca               | Estación de Inca | 315   | La Puebla        |
| Inca               | Estación de Inca | 316   | Ca'n Picafort    |

#### Aéreo
Inca se encuentra a treinta y cinco kilómetros del Aeropuerto Internacional de Palma de Mallorca, conocido como aeropuerto de Son Sant Joan y se encuentra a veintitrés kilómetros del Aeródromo de Son Bonet

#### Marítimo
Inca se encuentra a 33 kilómetros de la Estación Marítima de Palma y a 28,5 kilómetros de la Estación Marítima de Alcudia

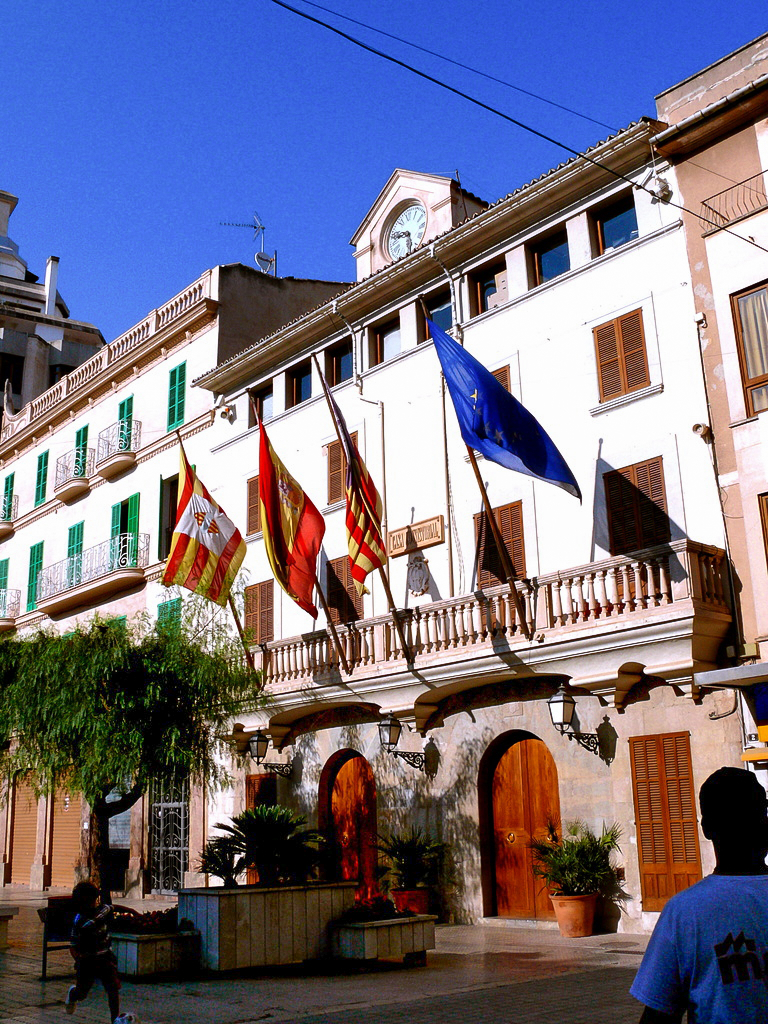
Ayuntamiento de Inca

## Administración y política
La administración local del municipio se realiza a través del Ayuntamiento de Inca, de gestión democrática, cuyos componentes se eligen cada cuatro años por sufragio universal. El censo electoral está compuesto por todos los residentes empadronados en Inca, mayores de 18 años y con nacionalidad de cualquiera de los países miembros de la Unión Europea. Según lo dispuesto en la Ley del Régimen Electoral General, que establece el número de concejales elegibles en función de la población del municipio, la Corporación Municipal está formada por 21 ediles. Hasta 1987, no hubo presencia de mujeres en el órgano de gobierno siendo la primera Joana María Coll del partido Unió Mallorquina ocupando el cargo de Consejera de Cultura.
| Periodo   | Nombre          | Partido | Partido                                            |
| --------- | --------------- | ------- | -------------------------------------------------- |
| 1979-1981 | Jaume Crespí    |         | Candidatura Progresista Independiente (CPI)        |
| 1981-1991 | Antoni Pons     |         | Unió Mallorquina (UM)                              |
| 1991-1995 | Jaume Armengol  |         | Partit Socialista de les Illes Balears (PSIB-PSOE) |
| 1995-2009 | Pere Rotger     |         | Partido Popular (PP)                               |
| 2009-2015 | Rafael Torres   |         | Partido Popular (PP)                               |
| 2015-act. | Virgilio Moreno |         | Partit Socialista de les Illes Balears (PSIB-PSOE) |

| Partido político                                         | 2023  | 2023  | 2023       | 2019  | 2019  | 2019       | 2015  | 2015  | 2015       | 2011  | 2011  | 2011       | 2007  | 2007  | 2007       |
| Partido político                                         | %     | Votos | Concejales | %     | Votos | Concejales | %     | Votos | Concejales | %     | Votos | Concejales | %     | Votos | Concejales |
| Partit Socialista de les Illes Balears (PSIB-PSOE)       | 38,78 | 5264  | 10         | 39,40 | 4902  | 9          | 30,33 | 3841  | 7          | 24,12 | 3024  | 6          | 25,02 | 3063  | 6          |
| Partido Popular (PP)                                     | 22,56 | 3063  | 6          | 14,99 | 1865  | 3          | 27,56 | 3490  | 6          | 42,47 | 5325  | 11         | 51,66 | 6325  | 12         |
| Vox                                                      | 14,93 | 2027  | 3          | 7,92  | 986   | 2          | —     | —     | —          | —     | —     | —          | —     | —     | —          |
| Més (PSM-IV-EN-APIB)                                     | 7,75  | 1053  | 2          | 8,61  | 1072  | 2          | 14,20 | 1798  | 3          | 9,47  | 1187  | 2          | 10,11 | 1238  | 2          |
| Independientes de Inca (INDI)                            | 4,84  | 657   | 0          | 8,98  | 1118  | 2          | 13,20 | 1672  | 3          | 11,17 | 1401  | 2          | 7,42  | 908   | 1          |
| Proposta per les Illes (PI)                              | 2,83  | 385   | 0          | 7,25  | 902   | 1          | 8,06  | 1021  | 2          | —     | —     | —          | —     | —     | —          |
| Ciudadanos (CS)                                          | 2,76  | 375   | 0          | 6,47  | 806   | 1          | —     | —     | —          | —     | —     | —          | —     | —     | —          |
| Podem-Esquerra Unida de les Illes Balears (EUIB)-Ganemos | 2,20  | 299   | 0          | 5,19  | 646   | 1          | 4,15  | 526   | 0          | 2,23  | 280   | 0          | —     | —     | —          |

## Cultura

### Patrimonio

#### Arquitectura religiosa

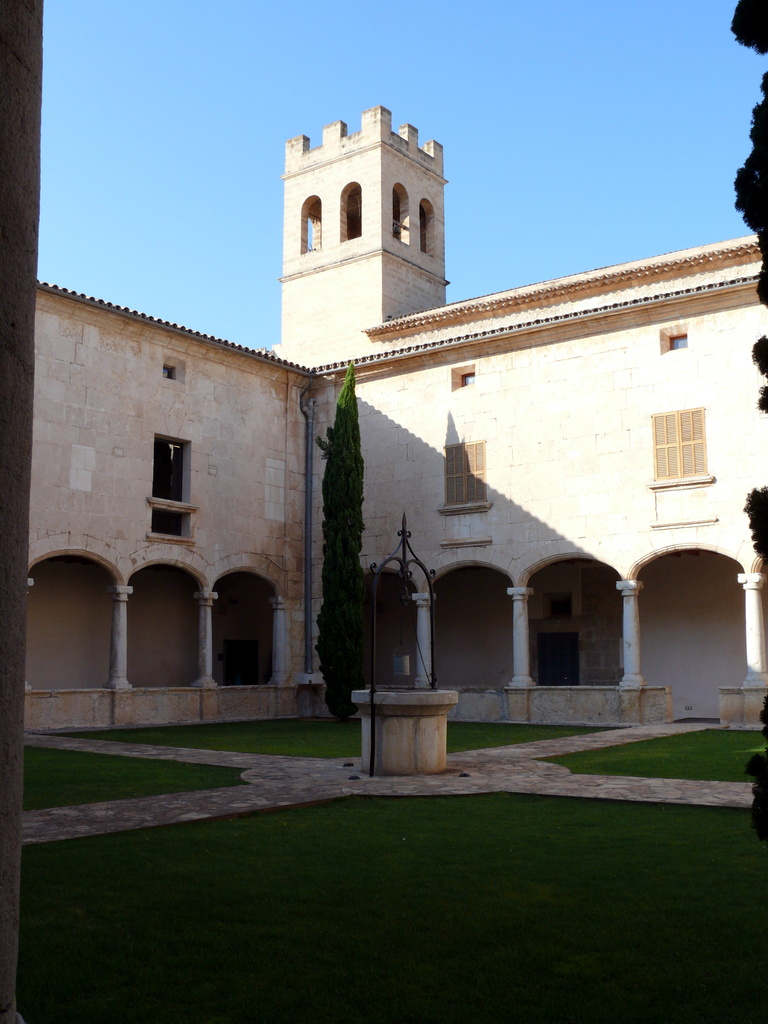
Claustro de Santo Domingo

La ermita de Santa Magdalena es una construcción gótica de origen medieval (siglo XIV). Situada en el Puig de Santa Magdalena un pico de un macizo montañoso que lleva el mismo nombre
La iglesia Santa María de la Mayor es una iglesia de estilo barroco, construida en una primera fase en el siglo XIV, pero fue en el siglo XVIII cuando se amplió con unas obras que duraron cerca de ciento ochenta años. Fue realizada por el Maestro Jaime Blanquer.
El claustro de San Francisco de estilo barroco fue construido en el siglo XIV, tiene una planta cuadrada rodeada por una galería con siete arcos, en su fachada principal tiene un rosetón con unos rizos grandes en su parte superior.

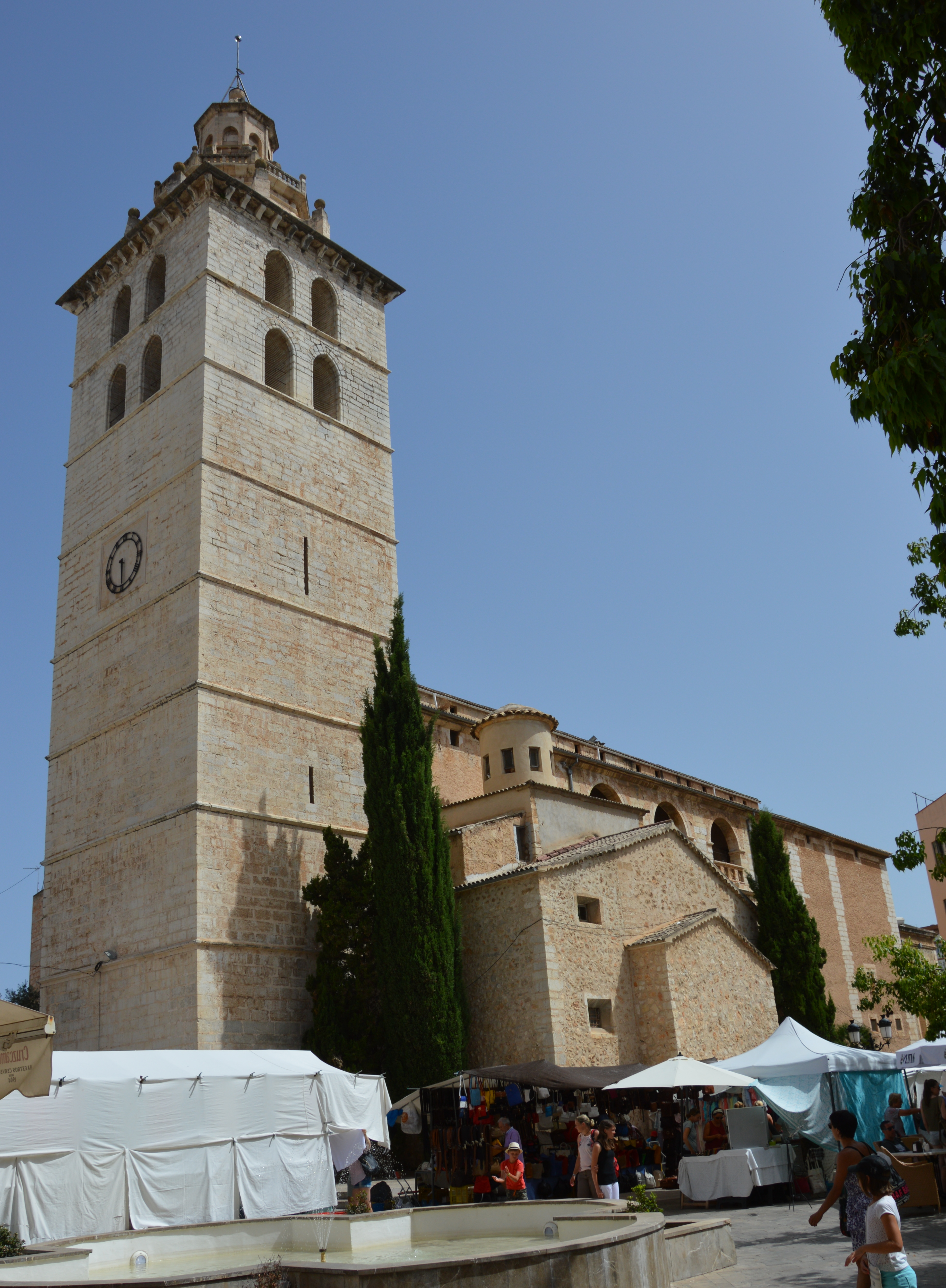
Iglesia de Santa María la Mayor

El monasterio Sant Bartomeu es una construcción de estilo barroco, desde 1534 residen en su interior las monjas Jerónimas, se trata de una orden de religiosa de clausura. En el interior del Monasterio se conserva los restos de Sor Clara Andreu y Malferit, destacada monja de la comunidad y la ciudad.
El claustro de Santo Domingo de estilo barroco, se construyó primeramente el convento en 1604 y posteriormente la iglesia en 1664. En 1994 es catalogada como Bien de Interés Cultural (BIC)

#### Arquitectura civil
El pueblo está repleto de cuevas, utilizadas por los árabes como sistema de riego Qanat y durante la guerra civil española como refugios antiaéreos, ubicados en diversas instituciones como el ayuntamiento, iglesia de Santa María la Mayor, Claustro de Santo Domingo y el antiguo cuartel de la Guardia Civil.
Inca tenía un barrio judío que fue considerado la segunda aljama de Mallorca, en el que se presupone la existencia de una pequeña sinagoga. La existencia de este barrio supuso la dinamización de los judíos en el interior y la zona norte de Mallorca. Se encuentran restos expuestos en el casal Can Monroig.

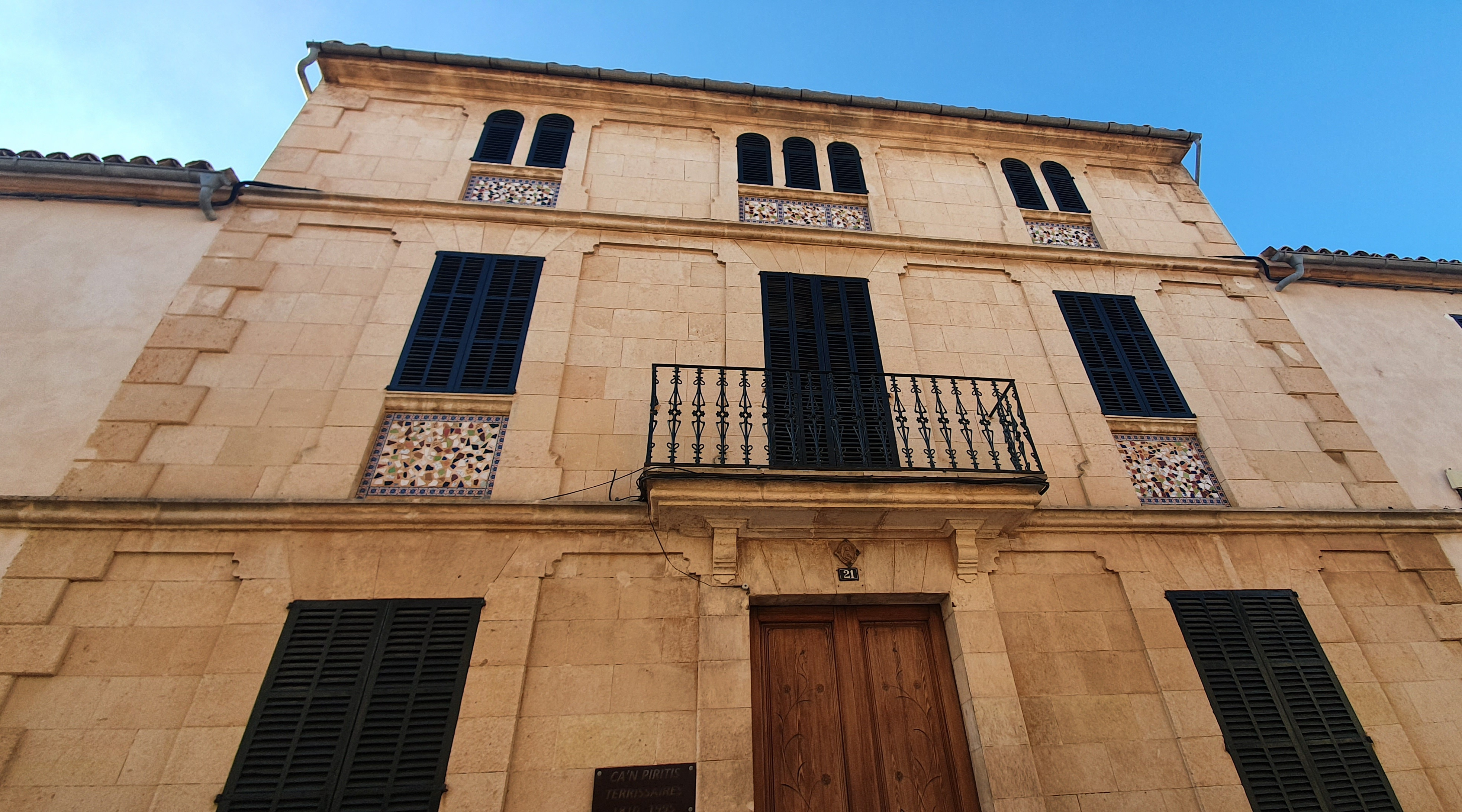
Ca´n Piritis

El Cuartel General Luque es un antiguo complejo militar con nueve edificios (pabellones) cerrados por una muralla perimetral.Tuvo uso militar hasta 1988, en la actualidad acoge el Museo del Calzado y de la Industria, el Museo de la Educación de las Islas Baleares (AMEIB) así como asociaciones culturales, organizaciones de ayuda humanitaria y una oficina del Cuerpo Nacional de Policía.

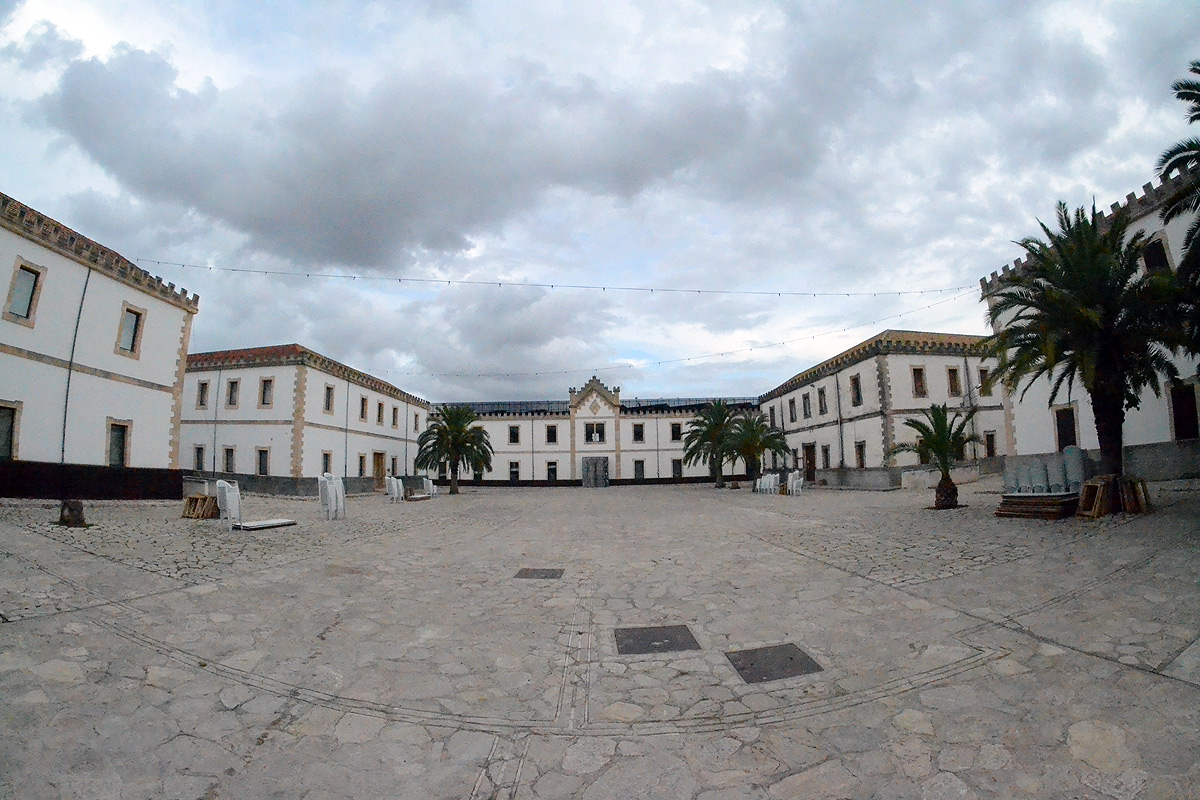
Cuartel General Luque

El Teatro Principal es un edificio de estilo racionalista diseñado por el arquitecto Guillem Reynés i Font en 1913, se utilizaba tanto para obras de teatro como de Cine.
La Fábrica Ramis, construida a finales de 1920 y propiedad de la familia Ensenyat, se dedicaba a la producción textil terminando su producción en 1990 con el cierre de la fábrica. En 2014 se inició una reforma total de la fábrica convirtiéndose esta en un centro de innovación empresarial y cultura.
Ca´n Piritis, edificio tradicionalista con motivos modernistas realizada por el maestro de obras Miquel Martorell en 1909, se trataba de una antigua Alfarería.
Can Janer, edificio historicista con elementos neobarrocos y modernistas. Datado en 1890, fue construido por el arquitecto José de Oleza Frates.
Posada de Son Bordils, conocida como es Celler de Son Bordils es un edificio tradicionalista, no se sabe exactamente el año de construcción pero en 1870 ya aparece en el padrón como posada y vivienda.
Es Quarter también conocido localmente como Es Pes des Besso es un edificio tradicional setecentista. Se desconoce el año de construcción, pero desde 1768 se tiene constancia de haber sido utilizado como cuartel con una autorización firmada por Carlos III. Posteriormente se utilizó como ayuntamiento y colegio.
Can Fluxà, Edificio tradicionalista con detalles modernistas construido en 1910 por el arquitecto Guillem Reynes. Albergó la fábrica de zapatos Can Fluxà.

### Fiestas

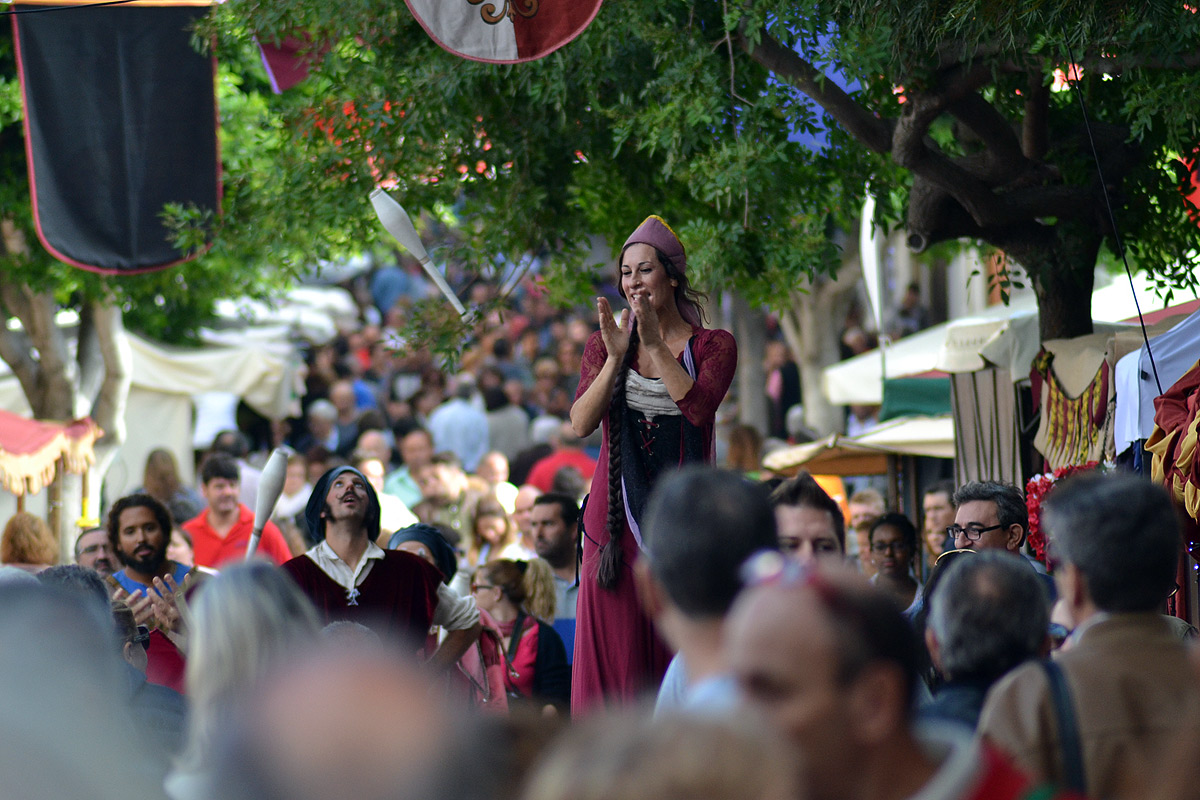
Dijous Bo

Dimecres y Dijous Bo, que tiene lugar el cuarto jueves después de la festividad de San Lucas, se considera el gran evento de la ciudad de Inca, basado en un antiguo mercado del siglo XIII al cual acudía toda la payesía de la isla de Mallorca. Durante estos dos días se celebran actividades culturales, deportivas y gastronómicas, además de ser un escaparate de todo tipo de productos y marcas.
Fiestas de San Abdón y San Senén, el 30 de julio, se celebra principalmente una ceremonia religiosa en la Iglesia de Santa María de la Mayor y se realizan en toda la ciudad diversos conciertos, representaciones teatrales, muestras folclóricas y actividades infantiles.
Sopar a la Fresca, el último viernes de julio, se trata de una cena al aire libre, originaria de la fiesta del Vermar del pueblo de Binisalem. La ciudad se llena de mesas en mitad de sus calles, previamente cortada la circulación, donde los vecinos e invitados cenan mientras se celebran verbenas a lo largo de la ciudad.
Fiestas de San Antonio y San Sebastián, del 16 al 20 de enero, es una celebración donde se evoca la mortandad causada por la peste bubónica en la primavera de 1652 y como los vecinos de la calle San Sebastián se libraron de la epidemia encomendándose al santo. También se hace coincidir con las fiestas del San Antonio, patrón de los animales. Durante esta semana se celebran actividades musicales, gastronómicas y culturales.

### Medios de comunicación

#### Prensa
Según un estudio del filósofo Arnau Company Mates, la prensa en la ciudad de Inca tuvo su mayor apogeo en el período que va desde 1883 hasta 1936 llegando a tener hasta diecinueve medios diferentes separándolos en tres períodos. El período de la restauración Borbónica, el período de la dictadura de Primo de Rivera y el período de la II República. Se destacan en esos períodos:
- Ca Nostra (1907 - 1929), 529 números
- Revista de Inca ( 1883 - 1889), 322 números
- La Veu d'Inca (1915 - 1918), 171 números
- La Villa de Inca (1890 - 1892), 105 números

Actualmente solo dispone de un semanario que es el más longevo de la historia de la prensa local inquera. El semanario Dijous data desde 1974 y ha editado más de 2000 números.

#### Televisión
En 1986 aprovechando las fiestas patronales de la ciudad, se presenta la cadena televisiva Televisió d'Inca (TVI), dirigida por Josep Maria Codony. A principios de 1989, empezó a colaborar con la televisión de Lloseta (TV-7). En 1999, Localia Televisión adquiere el canal.

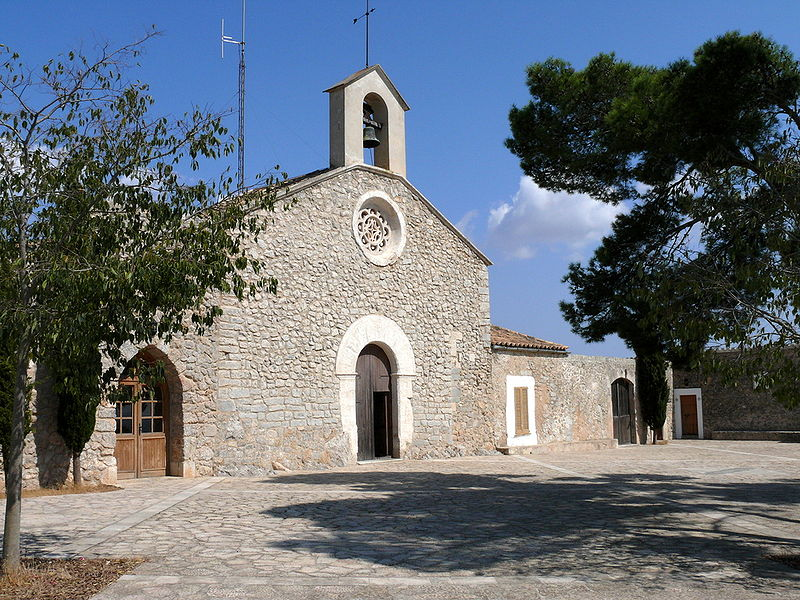
Santa Magdalena
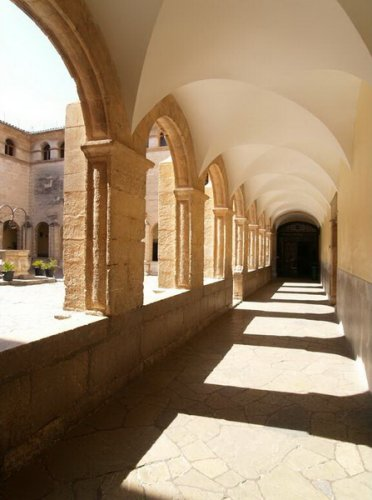
San Francisco
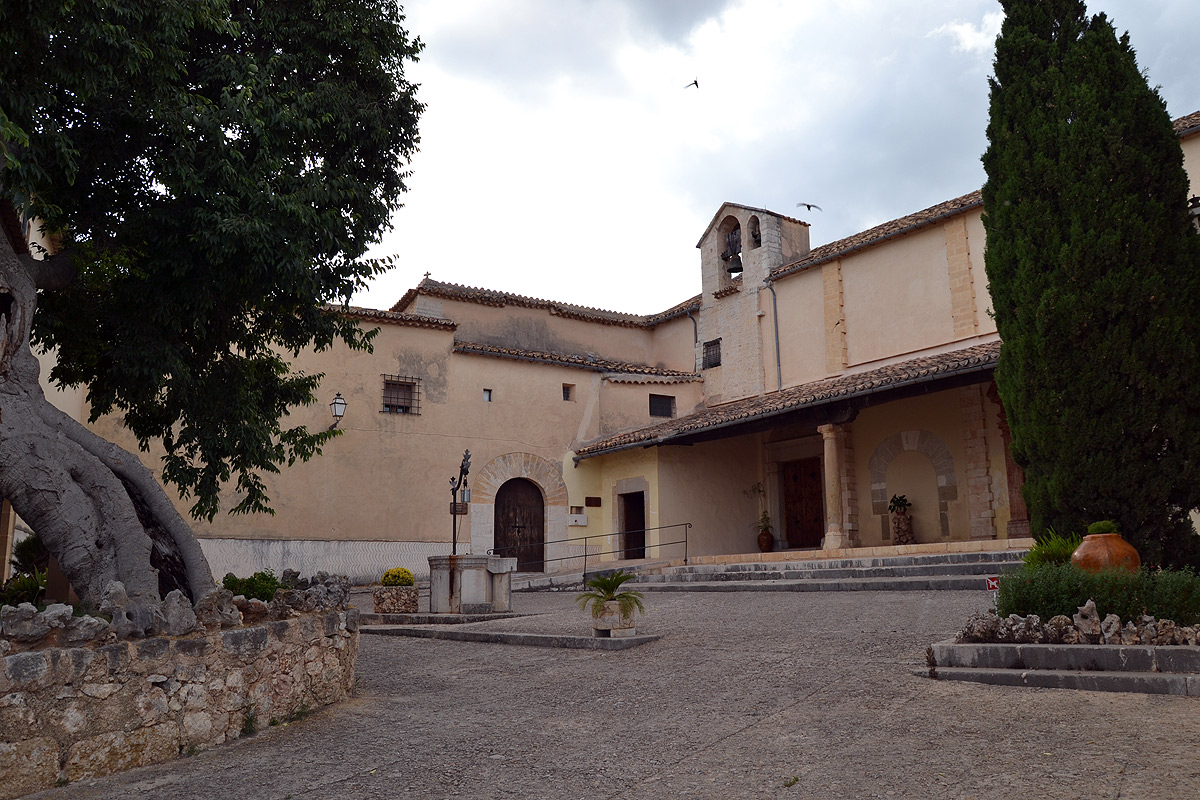
San Bartolomé
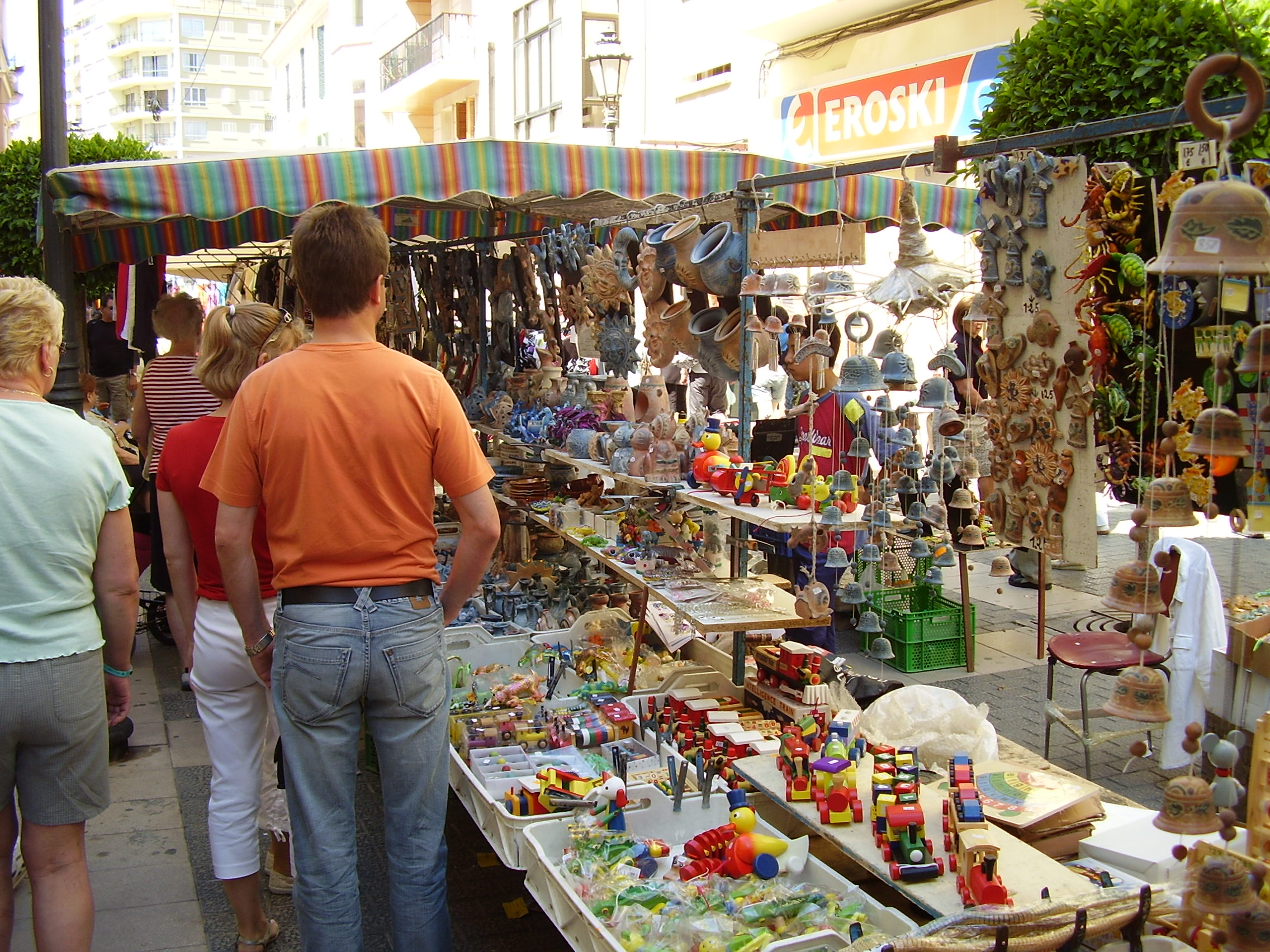
Mercado Semanal
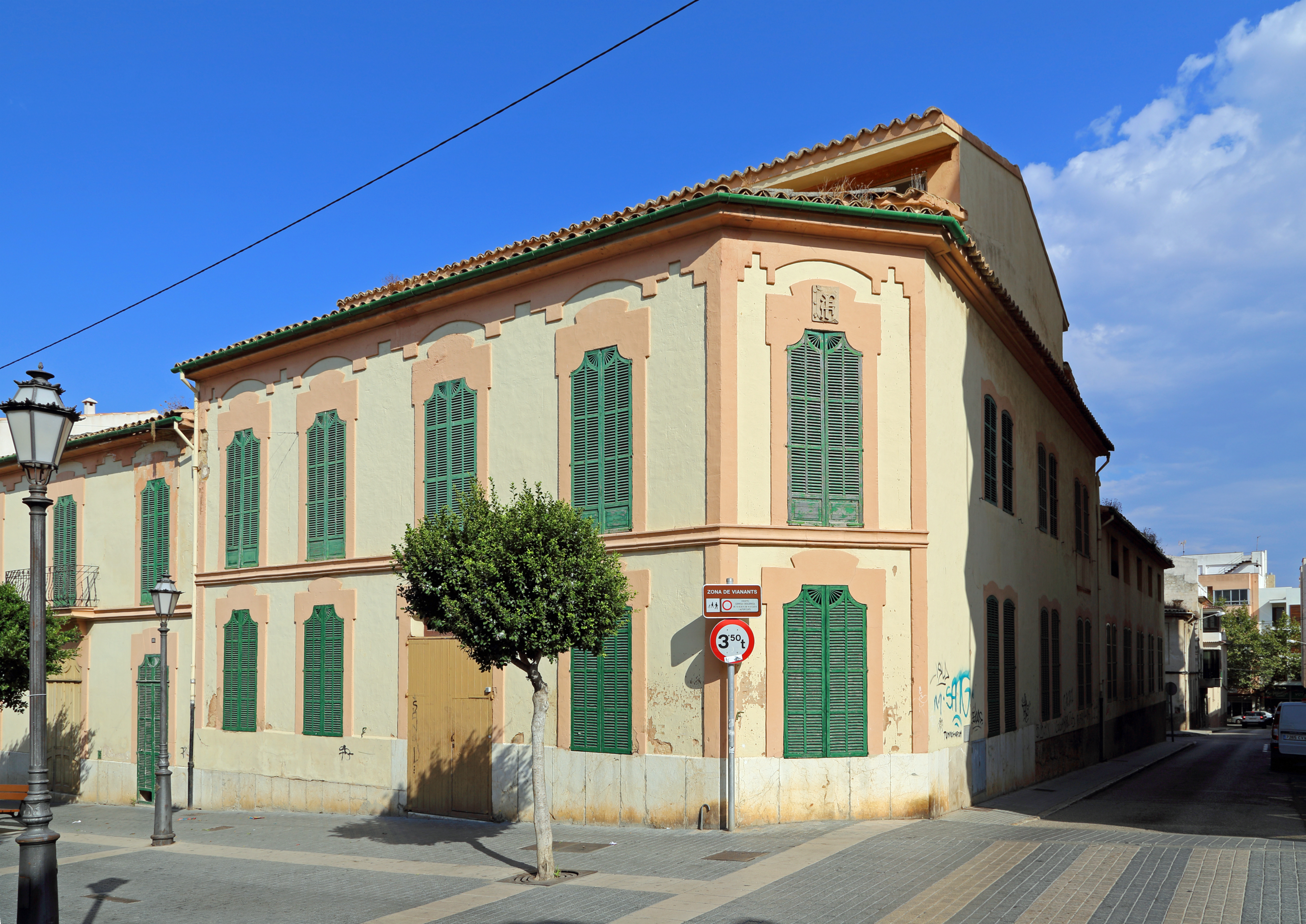
Can Fluxà
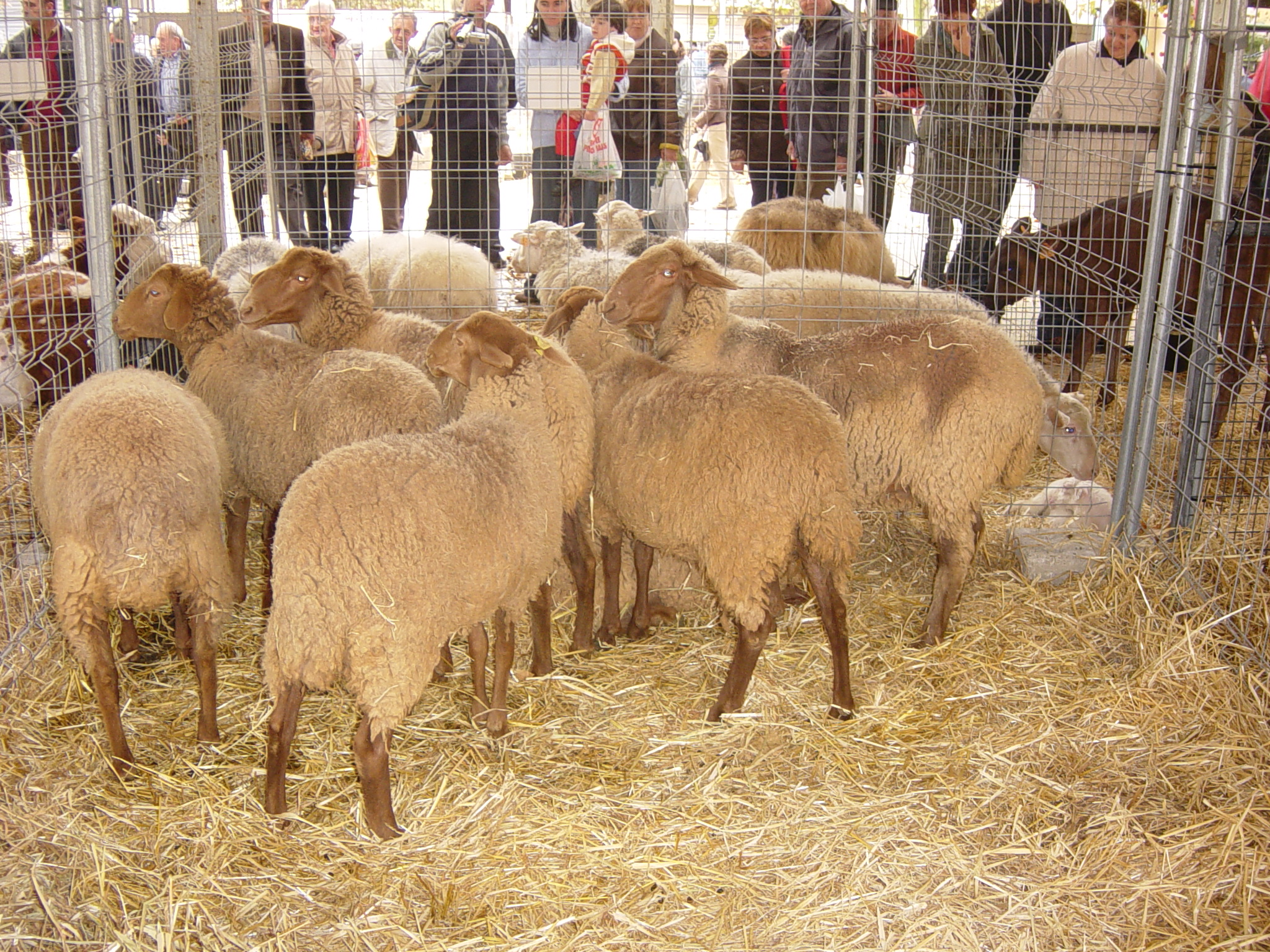
Ganadería (Dijous Bo)

## Localidades hermanadas
- Lompoc, California, Estados Unidos.
- Telpaneca, Madriz, Nicaragua